# Кузе (Малопольське воєводство)
Кузе (пол. Kuzie) — село в Польщі, у гміні Болеслав Домбровського повіту Малопольського воєводства.
Населення — 160 осіб (2011).
У 1975-1998 роках село належало до Тарновського воєводства.

## Демографія
Демографічна структура станом на 31 березня 2011 року:
|          | Загалом | Допрацездатний вік | Працездатний вік | Постпрацездатний вік |
| -------- | ------- | ------------------ | ---------------- | -------------------- |
| Чоловіки | 87      | 17                 | 62               | 8                    |
| Жінки    | 73      | 12                 | 41               | 20                   |
| Разом    | 160     | 29                 | 103              | 28                   |